# Medische regulatie
Medische regulatie is een term die slaat op het proces waarbij bepaald wordt welk medisch antwoord gegeven wordt op een geformuleerde en al dan niet dringende hulpvraag. Dit antwoord bestaat uit welke mensen en/of middelen worden ingezet binnen welke tijd en waar en door wie de patiënt moet gezien worden.
Het begrip medische regulatie is nauw verwant met het begrip triage. Het onderscheid tussen beide concepten is dat bij triage de focus ligt op het bepalen van de dringendheid van de hulpvraag en niet zozeer op de in te zetten middelen. Het begrip medische regulatie is ook nauw verwant met het begrip dispatching. Dispatching als activiteit omvat het toewijzen van een opdracht aan een dienst, ploeg of eenheid die deze zal uitvoeren. In een medische context kan dit bijvoorbeeld het toewijzen van een uit te voeren rit aan een bepaalde ambulance betekenen.

## België

### 112 - 1733
In België is medische regulatie een belangrijk begrip binnen de Dringende Geneeskundige Hulpverlening. In eerste instantie wordt de triage en regulatie van medische noodoproepen uitgeoefend door de operatoren van de noodcentrales 112. Zij doen dit aan de hand van uniforme protocollen verzameld in de Belgische Handleiding voor de Medische Regulatie (BHMR). Overeenkomstig deze protocollen worden oproepen ingedeeld in een aantal ernstniveaus. Deze ernstniveaus bepalen de dringendheid van de oproep en welke middelen zullen worden ingezet binnen welke tijd. Dit kan variëren van de onmiddellijke uitruk van een MUG en ambulance tot een gepland bezoek aan een huisartsenwachtpost later op de dag.
De FOD Volksgezondheid streeft ernaar om ook de oproepen bestemd voor de wachtdiensten van de huisartsen via het centrale telefoonnummer 1733 te laten behandelen door operatoren van de noodcentrales 112. Deze oproepen worden verwerkt volgens dezelfde protocollen uit de BHMR. Het doel van deze gecentraliseerde triage en regulatie is om patiënten naar het meest geschikte zorgniveau te leiden, en met name om het oneigenlijk gebruik van bepaalde zorg zoals spoeddiensten tegen te gaan. Anno 2024 werkt het nummer 1733 al op deze wijze in bepaalde delen van België.

### Ziekenhuisregulatie bij MIP
Bij grootschalige incidenten met een groot aantal slachtoffers wordt het Medisch Interventieplan (MIP) afgekondigd om de medische hulpverlening te structureren. De kern van dit plan is dat er nabij het incident een Vooruitgeschoven Medische Post (VMP) wordt opgericht waar de slachtoffers verzameld, getrieerd en gestabiliseerd worden. Vanuit deze VMP gebeurt de gereguleerde afvoer van de slachtoffers naar de verschillende ziekenhuizen. Deze transporten worden normaliter ter plaatse gecoördineerd door een arts of verpleegkundige die de rol van regulator opneemt. Deze beslist aan de hand van de beschikbare capaciteit in de ziekenhuizen en de toestand van de slachtoffers naar waar deze afgevoerd worden en met welke middelen.

### BABI-plan
Specifiek voor incidenten met een groot aantal slachtoffers met brandwonden bestaat het BABI-plan, genaamd naar de Belgian Association for Burn Injuries. Dit plan is een regulatieplan dat de verdeling van de slachtoffers over verschillende brandwondencentra organiseert. Bij activatie van het plan wordt de coördinatie verzekerd door het Militair Hospitaal Koningin Astrid.

## Frankrijk
In Frankrijk berust de medische regulatie van dringende hulpvragen bij de service d'aide médicale urgente (SAMU) in ieder departement. De SAMU zijn openbare ziekenhuisdiensten. Zij beschikken over een centre de réception et de régulation des appels (CRRA) dat als meldkamer medische oproepen ontvangt en behandelt. Deze activiteit wordt geleid door médecins régulateurs (artsen-regulators) die de verantwoordelijkheid dragen voor de beslissingen over welke zorg of welke middelen worden ingezet voor welke patiënten. In Frankrijk wordt de medische regulatie die deze CRRA uitoefenen ten aanzien van medische oproepen beschouwd als een voorbehouden handeling die aan een arts toekomt of door een arts gedelegeerd wordt.